# Федорівський Степан
Федорівський Степан (*30 грудня 1911 – †1991) — український письменник. Справжнє ім'я та прізвище — Данило Міршук.

## З біографії
Народ. 30 грудня 1911 р. у Старій Прилуці на Вінниччині в заможній родині. Навчався у Київському гідротехнікумі. У 1930 р. був заарештований, відбув 9 місяців у в'язниці. Вступив на мовно-літературні курси при НКО. Викладав у школі у м. Новограді-Волинському. Заочно закінчив Житомирський педагогічний інститут. У 1939 р. був засуджений на 12 років. У роки війни був заарештований німцями, визволився у грудні 1943 р., воював у лавах УПА. У 1946 р. емігрував до Західної Німеччини, потім до США. Помер 1991 р. у Каліфорнії.
Окремі видання:
- Федорівський С. Нотатки повстанця. — Нью-Йорк, 1962. — 201 с.
- Федорівський С. У смертельному колі. — Лондон, 1977. — 239 с.
- Федорівський С. Молоді паростки. Повість. — Детройт, 1968. −240 с.